# Japygellus
Japygellus es un género de Diplura en la familia Japygidae.

## Especies
- Japygellus serrifer Silvestri, 1930